# Miniopterus mahafaliensis
Miniopterus mahafaliensis é uma espécie de morcego da família Miniopteridae. Endêmica de Madagascar. As populações desta espécie foram historicamente incluídas em Miniopterus manavi, mas estudos moleculares publicados em 2008 e 2009 indicaram que esta suposta espécie consistia em cinco espécies distintas, incluindo M. mahafaliensis. A espécie têm sido encontrada em florestas de galeria, decíduas e espinhosas, assim como também em habitats mais abertos, no sudoeste da ilha.
Miniopterus mahafaliensis é pequeno e de coloração marrom no ventre e acinzentado no dorso. O trago é grosso e rombudo. O uropatágio é hirsuto e o palato é côncavo.

## Taxonomia
Durante a década de 2000, estudos moleculares revelaram que o gênero Miniopterus, amplamente distribuído na África, Eurásia e Austrália, era muito mais rico em espécies do que previamente conhecido. Em uma publicação de 1995, Faune de Madagascar, Randolph Peterson e colaboradores listaram quatro espécies de Miniopterus em Madagascar e nas ilhas Comoros, incluindo o M. manavi com uma distribuição ampla, ocorrendo tanto em Madagascar como em Comoros. Em 2008 e 2009, entretanto, Steven Goodman e colaboradores apresentaram evidências que o antigo conceito de M. manavi compreendia cinco espécies distintas morfológica e geneticamente. estas incluíam M. manavi restrito ao Platô Central, M. griveaudi e M. aelleni nas ilhas Comoros e no norte e oeste de Madagascar, M. brachytragos somente no norte e oeste, e M. mahafaliensis no sudoeste da ilha.{harvref|Goodman et al.|2009b|p=4}} As cinco espécies reconhecidas do complexo M. manavi não são estritamente relacionadas entre si, mas aparentemente adquiriram suas similaridades através de convergência evolutiva.
Miniopterus mahafaliensis foi descrito como uma espécie nova em 2009 por Goodman e colaboradores. O epíteto específico é derivado da palavra malgaxe Mahafaly, que se refere ao Platô Mahafaly, onde o espécime foi registrado, e ao grupo étnico Mahafaly da região.

## Distribuição geográfica e habitat
A distribuição do Miniopterus mahafaliensis estende-se através do sudoeste de Madagascar na floresta espinhosa e na floresta decídua seca, frequentemente mas não sempre nas proximidades de cavernas. Também pode ser encontrado no Platô de Mahafaly, na floresta de Mikea, e no Parque Nacional Kirindy Mitea. Mais no interior da ilha, a espécie é encontrada em florestas de galeria no Parque Nacional Isalo, em cavernas na savanas próximas de Ihosy, e em habitat inespecífico em Betroka.

## Descrição
Miniopterus mahafaliensis é um morcego pequeno, de cauda curta com pelagem densa e longa. A coloração da pelagem do ventre é marrom e no dorso é acinzentada. Miniopterus brachytragos é similar em coloração, mas outros Miniopterus pequenos são mais escuros. As orelhas são parcialmente hirsutas na porção superior, mas virtualmente glabras na inferior e terminam de forma arredondada. O trago é relativamente grosso, tem as laterais paralelas e termina em uma extremidade curvada e arredondada. A membrana da asa é marrom, mas o uropatágio é mais claro. As membranas da asa e o uropatágio são fixados na porção superior da perna no mesmo nível, acima do joelho. O uropatágio é relativamente coberto de pelos, particularmente na porção superior. M. manavi e M. brachytragos também têm um uropatágio densamente hirsuto, mas o M. aelleni e M. griveaudi é apenas esparsamente coberto de pelos ou totalmente glabros.
Em 66 de 74 espécimes mensurados por Goodman e colegas, o comprimento total foi de 87 a 96 mm, com média de 91.1 mm; o comprimento da cauda foi de 38 a 48 mm, com média de 42.4 mm; o comprimento do membro inferior foi de 6 a 7 mm, com média de 6.3 mm; o comprimento do trago foi de 5 a 6 mm, com média de 5.8 mm; o comprimento da orelha foi de 9 a 11 mm, com média de 9.4 mm; o comprimento do braço foi de 35 a 40 mm, com média de 37.4 mm; e o peso corporal foi de 3.8 a 7.3 g, com média de 4.9 g. Não há evidência para um dimorfismo sexual acentuado.
No crânio, o rostro é relativamente longo e em formato linear. O sulco central na depressão nasal é relativamente estreito. Os ossos frontais são ligeiramente arredondados e ostentam uma proeminente crista sagital. A crista lambdoide também é proeminente. A porção média do palato é côncava, ao invés de plana como no M. aelleni e M. manavi. Na margem dorsal do palato encontra-se a longa e fina espinha palatal posterior. Miniopterus mahafaliensis têm 36 dentes e sua fórmula dentária é: {\displaystyle {\tfrac {2.1.2.3}{3.1.3.3}}}. Como característico dos Miniopterus, o primeiro molar superior (P1) é menor e mais simplificado que o segundo (P2).

## Ecologia
Pouco se conhece sobre a ecologia do M. mahafaliensis, mas as espécies de Miniopterus geralmente se alimentam de insetos, reproduzem-se sazonalmente e vivem em grandes colônias em cavernas.

## Literatura citada
- GOODMAN, S.M.; MAMINIRINA, C.P.; WEYENETH, N.; BRADMAN, H.M.; CHRISTIDIS, L.; RUEDI, M.; APPLETON, B. (2009a). «The use of molecular and morphological characters to resolve the taxonomic identity of cryptic species: the case of Miniopterus manavi (Chiroptera: Miniopteridae)». Zoologica Scripta. 38: 339–363
- GOODMAN, S.M.; MAMINIRINA, C.P.; BRADMAN, H.M.; CHRISTIDIS, L.; APPLETON, B. (2009). «The use of molecular phylogenetic and morphological tools to identify cryptic and paraphyletic species: examples from the diminutive long-fingered bats (Chiroptera: Miniopteridae: Miniopterus) on Madagascar». American Museum Novitates. 3669: 1-34
- Nowak, R.M. 1994. Walker's Bats of the World. Baltimore: The Johns Hopkins University Press, 287 pp. ISBN 978-0-8018-4986-2
- WEYENETH, N.; GOODMAN, S.M.; STANLEY, W.T.; RUEDI, M. (2008). «The biogeography of Miniopterus bats (Chiroptera: Miniopteridae) from the Comoro Archipelago inferred from mitochondrial DNA». Molecular Ecology. 17: 5205–5219